# Markus Thorandt
Markus Thorandt est un footballeur allemand, né le 1er avril 1981 à Augsbourg en Allemagne. Il évolue actuellement défenseur central.

## Carrière
| Saison    | Club         | Pays             | Championnat        | Coupes nationales | Coupes continentales |
| --------- | ------------ | ---------------- | ------------------ | ----------------- | -------------------- |
| 2002-2003 | FC Augsbourg | Regionalliga Süd | 20 matchs          | -                 | -                    |
| 2003-2004 | FC Augsbourg | Regionalliga Süd | 21 matchs / 2 buts | -                 | -                    |
| 2004-2005 | FC Augsbourg | Regionalliga Süd | 26 matchs / 2 buts | -                 | -                    |
| 2005-2006 | FC Augsbourg | Regionalliga Süd | 28 matchs / 3 buts | -                 | -                    |
| 2006-2007 | Munich 1860  | 2.Bundesliga     | 20 matchs / 2 buts | -                 | -                    |
| 2007-2008 | Munich 1860  | 2.Bundesliga     | 28 matchs / 1 but  | 2 matchs          | -                    |
| 2008-2009 | Munich 1860  | 2.Bundesliga     | 27 matchs / 2 buts | 1 match           | -                    |
| 2009-2010 | Sankt Pauli  | 2.Bundesliga     | 15 matchs          | 1 match           | -                    |
| 2010-2011 | Sankt Pauli  | Bundesliga       | 29 matchs / 1 but  | -                 | -                    |
| 2011-2012 | Sankt Pauli  | 2.Bundesliga     | 33 matchs / 1 but  | 1 match           | -                    |
| 2012-2013 | Sankt Pauli  | 2.Bundesliga     | 31 matchs          | 2 matchs          | -                    |

Dernière mise à jour le 15 août 2013

## Palmarès
Néant